# Allium rouyi
Allium rouyi är en amaryllisväxtart som beskrevs av Marie Clément Gaston Gautier. Allium rouyi ingår i släktet lökar, och familjen amaryllisväxter. IUCN kategoriserar arten globalt som livskraftig. Inga underarter finns listade i Catalogue of Life.